# 시맨틱 미디어위키
시맨틱 미디어위키(Semantic MediaWiki, SMW)는 위키 문서 내의 시맨틱 데이터에 주석을 달아서 이 확장을 포함하는 위키를 시맨틱 위키로 변환하는 미디어위키의 확장 기능이다. 인코딩된 데이터는 시맨틱 검색 안에서 이용할 수 있으며, 페이지 수집에 사용될 수 있고 지도, 달력, 그래프와 같은 형식으로 표시할 수 있으며 RDF와 CSV 따위의 형식을 통해 내보낼 수 있다.

## 파생 확장기능

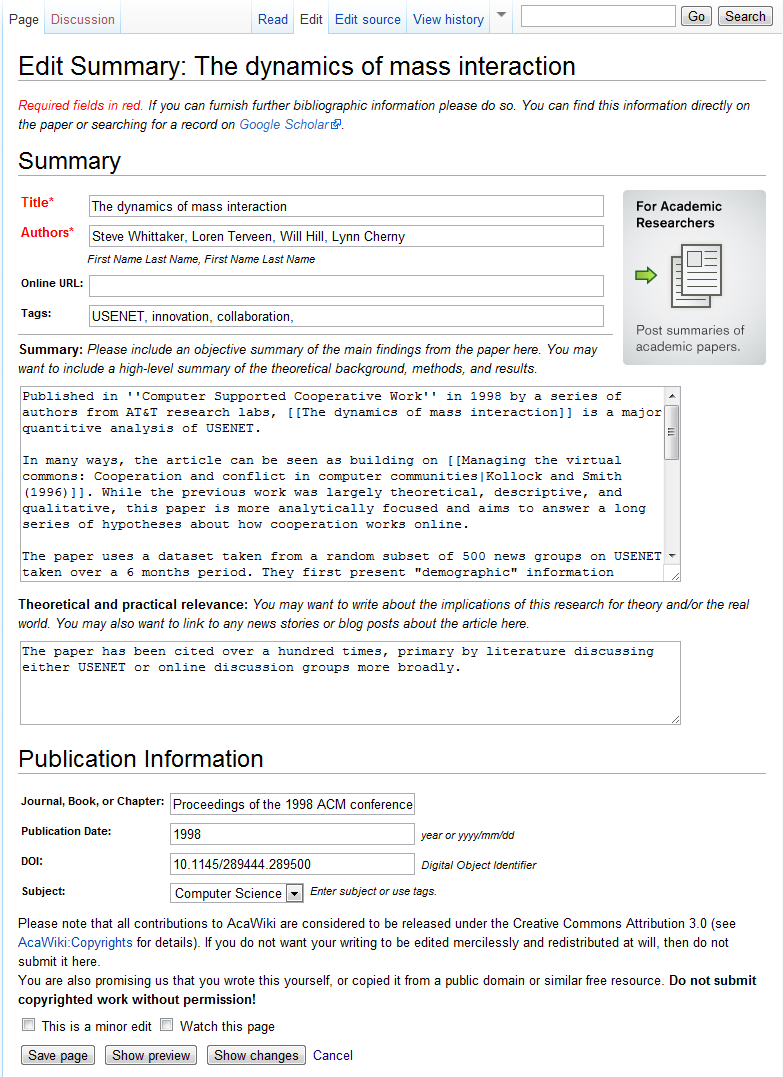
페이지를 편집하기 위한 양식. 시맨틱 폼 확장기능을 사용.

시맨틱 미디어위키가 제공하는 자료 구조를 사용하는, 다양한 오픈 소스 미디어위키 확장기능이 존재한다. 그 중 가장 저명한 것은 다음과 같다:
- 페이지 폼(Page Forms) - 시맨틱 데이터를 사용하는 페이지를 추가, 편집하기 위해 사용자가 만든 양식을 활성화한다
- 시맨틱 결과 포맷(Semantic Result Formats) - 시맨틱 데이터를 위한 수많은 디스플레이 포맷을 제공하는데, 여기에는 차트, 그래프, 달력, 수학 함수가 포함된다
- 시맨틱 드릴다운(Semantic Drilldown) - 위키에서 시맨틱 데이터를 보기 위한 다면 브라우저 인터페이스를 제공한다
- 지도(Maps) - 다양한 매핑 서비스를 사용하여 지리 시맨틱 데이터를 표시한다

## 같이 보기
- DBpedia
- 프리베이스
- SMW+